# Músculo omo-hióideo
O músculo omo-hioideo é um músculo do pescoço.